# Itaú de Minas (kommun)
Itaú de Minas är en kommun i Brasilien.   Den ligger i delstaten Minas Gerais, i den sydöstra delen av landet, 600 km söder om huvudstaden Brasília. Antalet invånare är 14 950.
Följande samhällen finns i Itaú de Minas:
- Itaú de Minas

Omgivningarna runt Itaú de Minas är huvudsakligen savann. Runt Itaú de Minas är det ganska tätbefolkat, med 86 invånare per kvadratkilometer.